# هيلاري إليوت
هيلاري إليوت هي متسابقة خماسي حديث كندية، ولدت في 23 يونيو 1998.